# Loi du 4 mars 1831
Loi du 25 avril 1827
Criminalisation de la traite négrière à l'initiative de Charles X Décret du 27 avril 1848
Abolition de l'esclavage à l'initiative de Victor Schœlcher
La loi du 4 mars 1831 renforce l'interdiction de la traite négrière au sein de l'empire colonial français. La loi prévoit que quiconque arme ou fait armer un navire de traite négrière est passible de 20 à 30 ans de travaux forcés ainsi que de 2 à 5 ans de réclusion.

## Contenu
La loi du 4 mars 1831 est composée de 18 articles : 

Article 1er :  Quiconque aura armé ou fait armer un navire dans le but de se livrer au trafic connu sous le nom de traite des noirs sera puni d'un emprisonnement de deux ans au moins, à cinq ans au plus, si le navire est saisi dans le port d'armement avant le départ. Les bailleurs de fonds et assureurs qui auront sciemment participé à l'armement, le capitaine et le subrécargue du navire seront punis de la même peine. La poursuite ne pourra avoir lieu que lorsque la preuve du but de l'armement paraitra résulter soit des dispositions faites à bord, soit de la nature du chargement. 
Article 2 : Si le navire est saisi en- mer avant qu'aucun fait de traite ait eu lieu, les armateurs seront punis de dix ans de travaux forcés au moins, à vingt ans au plus. Les bailleurs de fonds et assureurs qui auront sciemment participé l'armement seront punis de la réclusion. Le capitaine et le subrécargue seront punis de cinq ans de travaux forcés au moins, et de dix ans au plus. Les officiers seront punis de la réclusion. Les hommes de l'équipage seront punis d'un emprisonnement d'un an au moins, et de cinq ans au plus. 
Article 3 :  Si un fait de traite a eu lieu, le capitaine et le subrécargue seront punis de dix ans de travaux forcés au moins, à vingt ans au plus. Les officiers seront punis de cinq ans de travaux forcés au moins, à dix ans au plus. — Les hommes de l'équipage seront punis de la réclusion, ainsi que tous les autres individus qui auront sciemment participé ou aidé au fait de traite, sans préjudice des peines portées contre les armateurs, bailleurs de fonds et assureurs, par l'article précédent.
Article 4 : Les peines prononcées par les précédents articles contre le capitaine et le subrécargue seront applicables aux individus qui, quoique non inscrits comme tels sur les rôles d'équipage, en auront rempli les fonctions. — L'aggravation des peines prononcées par l'article 198 du Code pénal sera encourue par les fonctionnaires publics qui, chargés d'empêcher et de réprimer la traite, l'auraient favorisée ou v auraient pris part.
Article 5 : Dans tous les cas prévus par les articles ci-dessus, le navire et la cargaison seront saisis et vendus, — Si le navire et la cargaison n'ont pas été saisis, les armateurs, bailleurs de fonds et assureurs seront solidairement condamnés à une amende égale à leur va- leur. — Dans tous les cas, les coupables pourront, en outre, être condamnés solidairement à une amende qui ne sera pas moindre de la valeur du navire et de la cargaison, et qui n'excédera pas le double de cette valeur.
Article 6 : Ne seront passibles d'aucune peine les hommes de l'équipage autres que les capitaine, officiers et subrécargue, qui, avant toute poursuite connue d'eux, et au plus tard, dans les quinze jours après leur débarquement, soit dans les ports de France ou des colonies, soit dans ceux des pays étrangers, auront déclaré aux agents du gouvernement, ou, à leur défaut, devant l'autorité du lieu, les faits relatifs à la traite auxquels ils auraient participé.
Article 7 : Les crimes et délits commis à bord d'un navire contre les noirs embarqués seront punis des peines portées par le Code pénal.
Article 8 : Quiconque fabriquera, vendra ou achètera des fers spécialement employés à la traite des noirs, sera puni d'un emprisonnement d'un an au moins à deux ans au plus. — Quiconque posséderait, au moment de la promulgation de la présente loi, des fers de cette espèce, sera tenu d'en faire la déclaration dans le délai de quinze jours, et de les dénaturer dans le délai de trois mois, sous peine de six mois d'emprisonnement.
Article 9 : Quiconque aura sciemment recelé, vendu ou acheté un ou plusieurs noirs introduits par la traite dans une colonie, depuis la promulgation de la présente loi, sera puni d'un emprisonnement de six mois au moins et de cinq ans au plus. Les délits prévus et punis par le présent article seront prescrits, et aucune poursuite ne pourra être exercée lorsqu'il se sera écoulé une année depuis l'introduction dans la colonie du noir recélé, vendu ou acheté.
Article 10 : Les noirs reconnus noirs de traite, dans les cas prévus par les articles 5 et 9 ci-dessus, seront déclarés libres par le même jugement. Acte authentique de leur libération sera dressé, et transcrit sur un registre spéciale déposé au greffe du tribunal. Il leur en sera remis expédition en forme et sans frais.
Article 11 : Les noirs ainsi libérés pourront toutefois être soumis envers le Gouvernement à un engagement dont la durée n'excédera pas sept ans à partir de l'introduction dans la colonie, ou de l'époque où ils seront devenus adultes. Ils seront employés, pendant le cours de cet engagement, dans les ateliers publics(2).
Article 12 : Les dispositions de l'article précédent seront applicables aux noirs de traite provenant des saisies antérieures et actuellement en la possession du Gouvernement. La durée de l'engagement auquel ces noirs seraient soumis sera comptée à dater de la promulgation de la présente loi(3).
Article 13 :  Lorsque, le fait incriminé aura été commis dans un port du territoire continental du royaume, et lorsque le navire aura été saisi ou conduit dans ce port, le jugement du crime ou du délit sera attribué à la Cour d'assises du département.
Article 14 : Lorsque le fait incriminé aura été commis dans une colonie française, et lorsque le navire aura été saisi ou conduit dans un de ses ports, le jugement du crime ou délit sera attribué à la Cour d'assises de la colonie. — Les quatre assesseurs seront tirés au sort par le gouverneur, en séance publique, parmi les douze fonctionnaires de l'ordre administratif les plus élevés en grade. — A cet effet, la liste de ces fonctionnaires sera dressée par le gouverneur et publiée au commencement de chaque année.— Au Sénégal, le jugement des crimes et délits commis en matière de traite des noirs continuera d'être attribué au Conseil d'appel. 
Article 15 :  Lorsqu'il pourra être nécessaire de réclamer le renvoi du jugement du crime ou du délit à une Cour autre que celle de la colonie, le procureur général, soit d'office, soit sur la réquisition du gouverneur, se pourvoira, à cet effet, devant la Cour e cassation. La poursuite sera suspendue jusqu'à la notification de l'arrêt de cette Cour.
Article 16 : Les fonds provenant de la vente des navires et cargaisons seront affectés, ainsi que le produit des amendes, à l'amélioration du sort des noirs libérés, sauf les droits attribués aux capteurs, conformément aux lois et règlements sur les prises maritimes.
Article 17 : Les arrêts et jugements de condamnation seront insérés dans le Moniteur et dans le bulletin officiel de la colonie, par extraits contenant les noms des individus condamnés, ceux des navires et des ports d'expédition. Cette insertion sera ordonnée par les cours et tribunaux, indépendamment des publications prescrites par l'article 36 du Code pénal. 
Article 18 : La loi du 25 avril 1827 est abrogée.

## Portée et limites
D'après Joseph Mérilhou, la loi du 4 mars 1831, par sa sévérité accrue, a permis d'enfin mettre un terme à cette traite. Cette affirmation est nuancée par Victor Schœlcher, qui rappelle que, pour des raisons de difficultés d'application de la loi, des faits de traite ont existé, même sous la Troisième République, notamment à Mayotte et à Madagascar.

## Sources et références
1. ↑  Par les notaires et jurisconsultes, rédacteurs du "Journal des notaires" et du "Dictionnaire du notariat", Recueil des lois et ordonnances d'un interet general, depuis le 7 aout 1830, tome I, années 1830-1831 , Paris, 1831